# Siccibythus aristovi
Siccibythus aristovi (лат.) — ископаемый вид ос рода Siccibythus из семейства Falsiformicidae (Южная Азия, Мьянма, Бирманский янтарь, меловой период, возраст находки 99 млн лет).

## Описание
Мелкие осы, длина тела самки около 5 мм. Переднее крыло с 2Rs дистальнее r-rs не более чем на длину r-rs; Rs+M и Cu оба туманные; A за 1cu-a не пигментировано (кроме самого основания). Передняя голенная шпора короткая, раздвоенная апикально. Базитарзус не длиннее тарзомеров 2-4 вместе взятых. Пронотум короткий, проподеальные рога длинные. Антенна узкая, с 12 члениками, каждый антенномер примерно в 1-2 раза длиннее своей ширины, скапус короче педицеля, педицель длиннее первого членика жгутика, флагелломеры слабо укорачиваются постепенно к вершине, за исключением более длинного апикального сегмента. Мандибулы с тремя зубцами, не перекрывающимися; лабрум не виден; максиллярные пальпы короткие с шестью удлинёнными пальпомерами, лабиальные пальпы короткие, с четырьмя слабо удлинёнными до субквадратных пальпомерами.

## Систематика и этимология
Вид был впервые описан в 2025 году по голотипу самки из куска бирманского янтаря (No. CNU-HYM-MA2016214). Видовое название дано в честь российского палеоэнтомолога Даниила Сергеевича Аристова (1979—2022). Siccibythus aristovi отличается от Siccibythus musculosus, S. paulus, S. ohmkuhnlei и S. robustus тем, что переднее крыло с 2Rs дистальнее r-rs короче r-rs, базитарзус не длиннее тарзомеров 2-4 вместе взятых (против 2Rs дистальнее r-rs в несколько раз длиннее r-rs, базитарзус длиннее тарзомеров 2-4 вместе взятых у S. musculosus, S. paulus, S. ohmkuhnlei и S. robustus). Отличается от S. martynovae тем, что жилки переднего крыла Rs+M и Cu обе неясные (против Rs+M и Cu обе трубчатые у S. martynovae). Отличается от S. pallidus по следующим признакам: 1) переднее крыло с 2А не пигментировано (за исключением самого основания) (против переднего крыла с 2А пигментировано); 2) переднеспинка сужена посередине (против не сужена). От S. oculatus отличается коротким пронотумом, длинными проподеальными рогами (против длинного пронотума, коротких проподеальных рогов).